# 8021 Walter
8021 Walter (1990 UO2) là một tiểu hành tinh vành đai chính được phát hiện ngày 22 tháng 10 năm 1990 bởi C. S. Shoemaker và D. H. Levy ở Đài thiên văn Palomar.